# Uljana Olschanski
Uljana Olschanski (Polnisch: Julianna Holszańska, litauisch Julijona Alšėniškė oder Julijona Vytautienė) (* vor 1418; † nach Oktober 1430), war die zweite Ehefrau des litauischen Großfürsten Vytautas. 
Ihr erster Ehemann war Iwan von Karatschew. Der deutsche Chronist Johann von Posilge und der polnische Historiker Jan Długosz behaupten, dass Iwan ermordet wurde damit die verwitwete Uljana sodann Vytautas heiraten konnte. Sie war wahrscheinlich orthodoxen Glaubens und konvertierte zum Katholizismus, um Vytautas zu heiraten.
Nach dem Tod seiner Frau Anna am 31. Juli 1418 wünschte Vytautas, Uljana, die Tochter Iwan Olschanskis, eines seiner engsten Verbündeten, zu heiraten. Allerdings war Anna die Schwester von Agripina, der Ehefrau von Iwan und die Mutter von Uljana. Das machte Vytautas zu Uljanas angeheiratetem Onkel. Piotr Krakowczyk, der Bischof von Vilnius, weigerte sich, die Trauung zu vollziehen und bestand darauf, dass zuerst die Zustimmung des Papstes eingeholt werden müsse. Schließlich wurde das Paar von Johann I. (Oppeln), dem Bischof von Włocławek, vor Weihnachten 1418 getraut und Vytautas erlangte von Papst Martin V. später noch eine matrimoniale Dispens.